# Тихонький (посёлок железнодорожного разъезда)
Ти́хонький — посёлок железнодорожного разъезда в Тихорецком районе Краснодарского края России. Входит в состав Тихорецкого городского поселения.

## Население
| 2002 | 2010 |
| ---- | ---- |
| 347  | ↘328 |

## Улицы
| - ул. Железнодорожная, - ул. Калинина, - ул. Крымская, - ул. Кубанская, - ул. Путевая, | - ул. Ростовская, - ул. Совхозная, - ул. Тихонькая, - ул. Чкалова. |